# Zespół pałacowo-parkowy w Jelczu
Zespół pałacowo-parkowy w Jelczu – jeden z zabytków miasta Jelcz-Laskowice. Mieści się przy ulicy Kukułczej 1.

## Historia
Neogotycki pałac wybudowany w latach 1886–1894 powstał w miejscu XVII-wiecznego drewnianego pałacyku myśliwskiego. Należał do rodziny Saurmów, o czym zaświadcza rodzinny herb na frontonie. Po II wojnie światowej obiekt zajmowały wojska sowieckie, a później polskie. Następnie pałac należał do Caritas archidiecezji wrocławskiej, a po 2022 został sprzedany prywatnemu inwestorowi, który rozpoczął w nim remont. W przyległym parku o powierzchni 9,5 hektarów, urządzonym niegdyś w stylu angielskim, istniała dawniej oranżeria z egzotycznymi gatunkami roślin.
26 czerwca 2024 w budynku wybuchł pożar, który objął znaczną część poddasza. Przypuszcza się, że powodem były prowadzone prace dekarskie. Nikt nie został poszkodowany.